# Forte de São Neutel
O Forte de São Neutel localiza-se na cidade de Chaves, Freguesia de Santa Maria Maior, município de Chaves, Distrito de Vila Real, em Portugal.
Complementava, na colina a Norte, a defesa proporcionada pelo Castelo e pelo Forte de São Francisco à cidade de Chaves, na fronteira com a Galiza.
O Forte de São Neutel está classificado como Monumento Nacional desde 1938.

## História

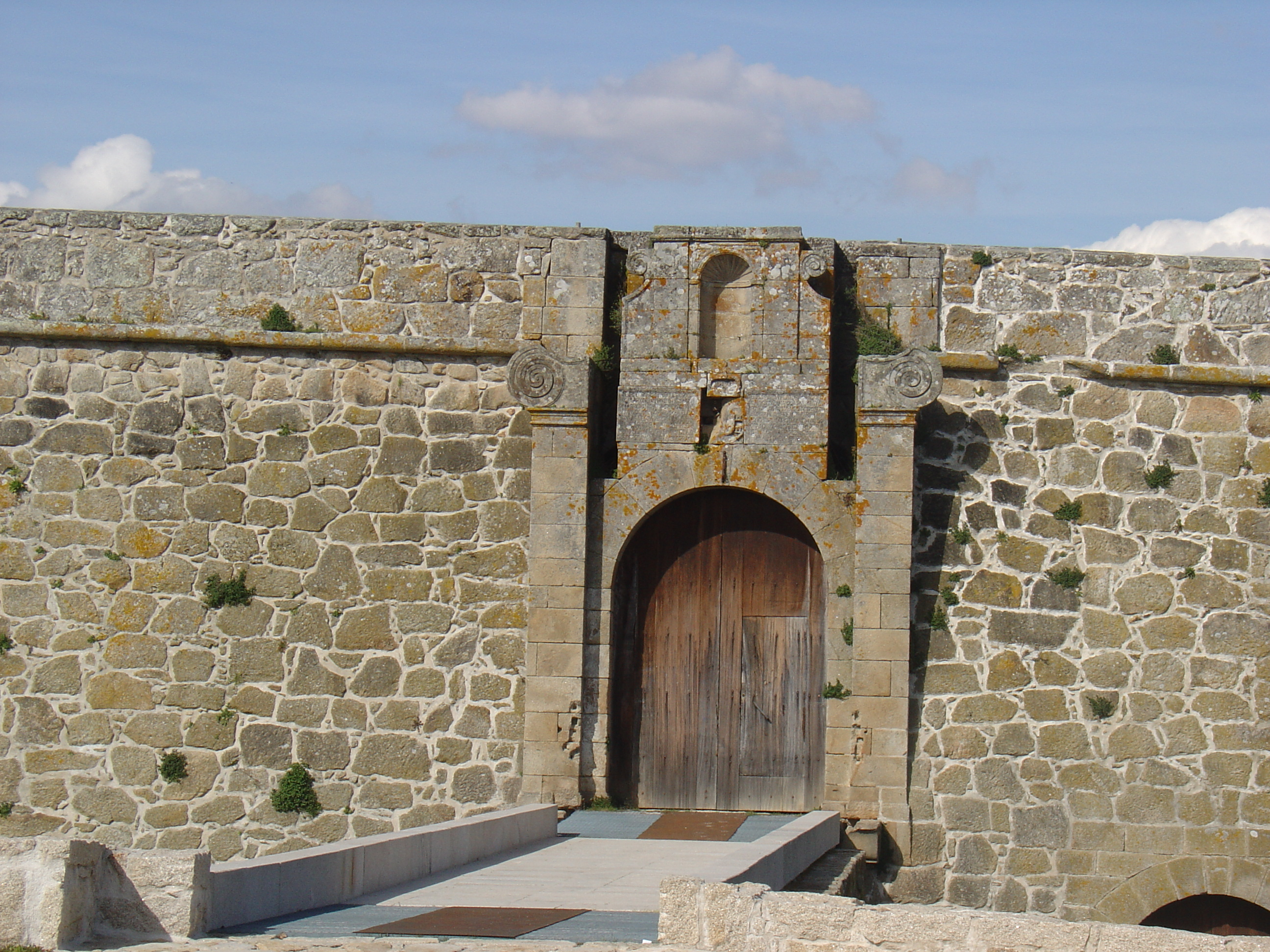

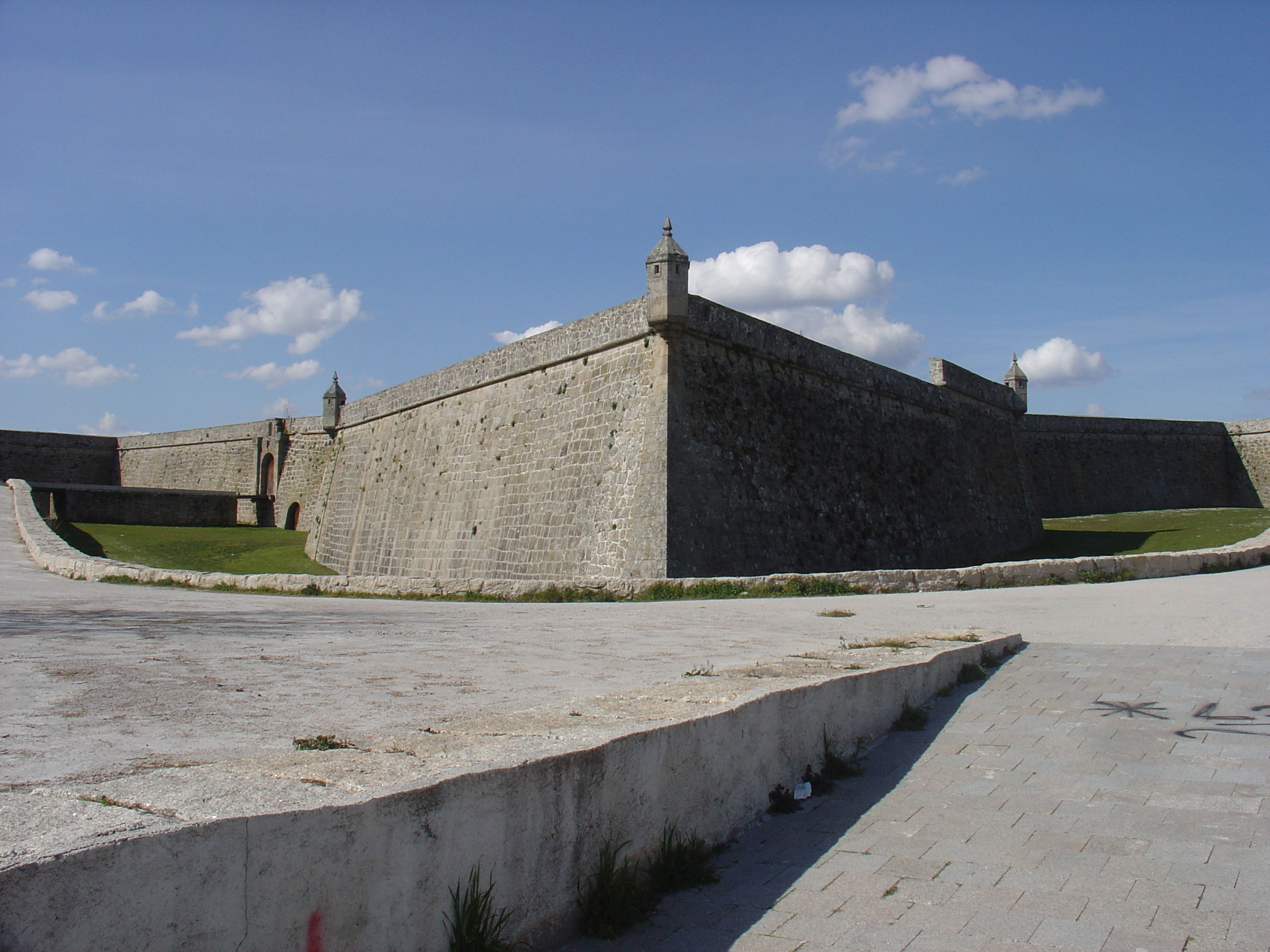

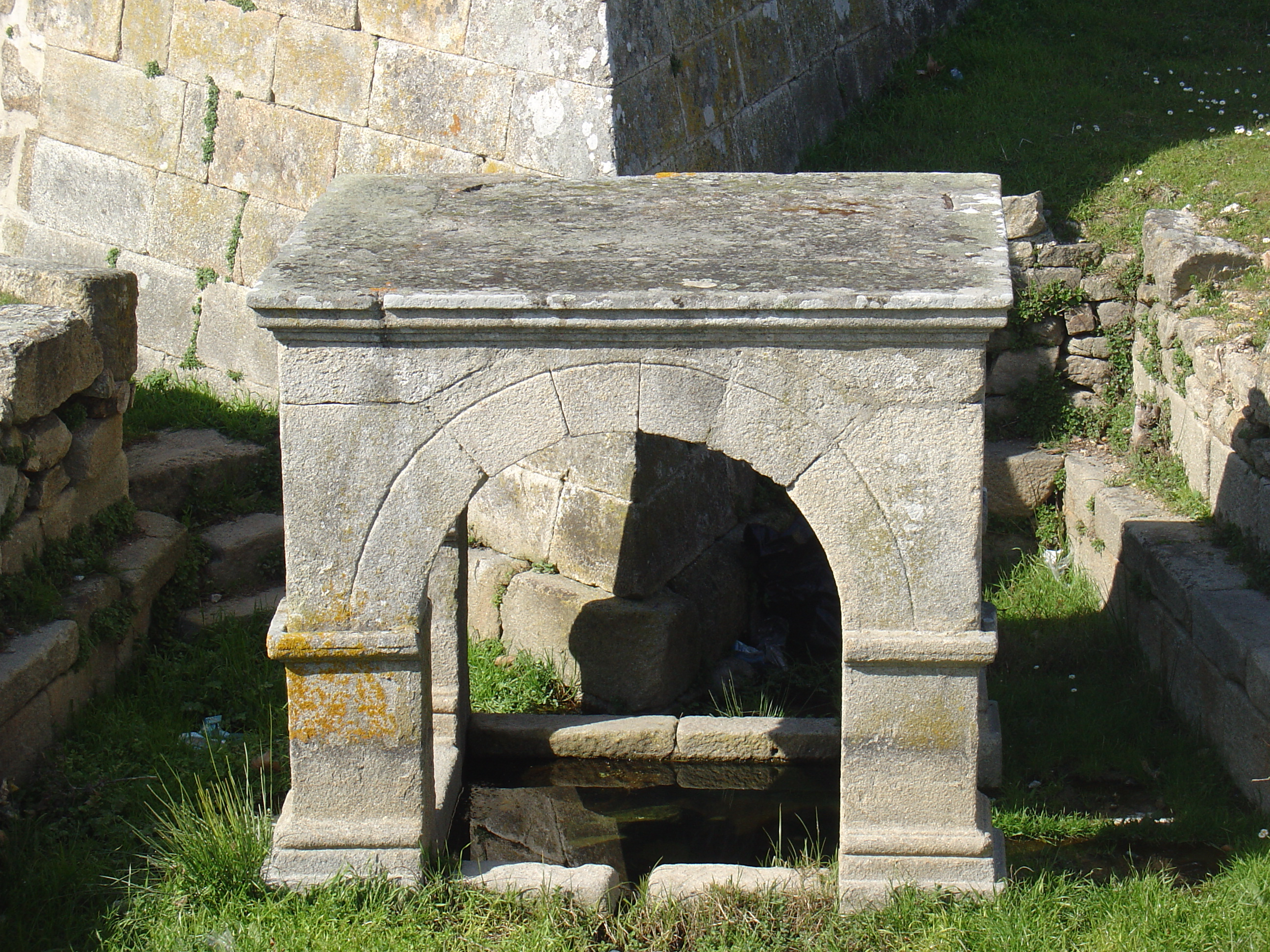

As suas obras foram iniciadas no contexto da Guerra da Restauração, entre 1664 e 1668, quando se procedeu à petrificação das estacas do Alto da Trindade e construção do forte, pelo Governador das Armas da Província de Trás-os-Montes, General Andrade e Sousa.
Foi palco do combate, em 1912, entre forças civis, militares e o regime republicano.
No século XX, em 2 de Dezembro de 1926, deliberou-se mandar ultimar as obras da nova cadeia no Forte de São Neutel, para se proceder à transferência dos presos da antiga cadeia.
A fortificação pertence ao Exército Português e, por essa razão, normalmente se encontrava fechada à visitação. Atualmente existe um protocolo entre o Exército Português (Direção de Infra-Estruturas do Exército, DIE) e a Câmara Municipal de Chaves, que cede a utilização do espaço. Na década de 1980 fez-se sentir a intervenção do poder público através da Direcção-Geral dos Edifícios e Monumentos Nacionais (DGEMN), na forma de diversas obras de beneficiação (1981, 1987). Mais recentemente, em 1994, foi construído um anfiteatro no interior do forte, pela Câmara Municipal de Chaves, onde atualmente se realizam concertos e outras atividades ao ar livre.

## Características
O forte apresenta planta quadrangular, orgânica (adaptada ao terreno), com baluartes nos vértices, no estilo Vauban, cercado por um fosso seco e por uma segunda linha defensiva.
O acesso ao forte é feito por uma sólida ponte de pedra, que liga a muralha exterior ao Portão de Armas.
Os muros, de granito, apresentam de um metro a um metro e meio de espessura, com uma altura que varia de sete a dez metros.
No interior, destaca-se a Capela de Nossa Senhora das Brotas, de construção anterior ao forte, cuja Senhora é homenageada anualmente, no Domingo da Pascoela, com uma procissão e festa. Tem um altar único com a imagem de São Neutel, encontrando-se a da Senhora das Brotas (persistência de um antigo culto pagão a Ceres) representada numa pintura suspensa na parede lateral. Atrás da capela, existem pequenas edificações construídas para abrigar os soldados veteranos do antigo Batalhão de Caçadores nº 10.